# Nihad Qoja
Nihad Salim Latif Qoja (* 1957 oder 1958 in Erbil), im Deutschen als Nihad Kodscha transkribiert, ist ein kurdisch-irakischer Kommunalpolitiker und seit 2004 Bürgermeister der Stadt Erbil.

## Leben
Qoja floh 1981 aus dem Irak, weil er Widerstand gegen das Regime von Saddam Hussein geleistet hatte. Vor seiner Flucht arbeitete er unter anderem als Sportlehrer. Er kam nach Deutschland und verbrachte 23 Jahre unter anderem in Bonn, wo er fließend Deutsch lernte und als Taxifahrer und Dolmetscher arbeitete.
2004 ging Qoja in den Irak zurück und wurde im gleichen Jahr zum Bürgermeister von Erbil ernannt, unter anderem deshalb, weil sein Vater ein hochdekorierter Peschmerga-Kämpfer war, der auch mit Mustafa Barzani, einem wichtigen kurdischen Politiker, bekannt war. Nihad Qoja engagierte sich in Deutschland für die Kurdische Demokratische Partei, die Barzani gegründet hatte. Seine Familie lebt weiterhin in Bonn.